# Нова вас над Драгоњо
Нова вас над Драгоњо (словен. Nova vas nad Dragonjo, итал. Villanova di Pirano) је насељено место у општини Пиран, Обално-крашка регија, Словенија.

## Историја
До територијалне реорганизације у Словенији била је у саставу старе општине Пиран.

## Становништво
У попису становништва из 2011. године, Нова вас над Драгоњо је имала 229 становника.
| Број становника према пописима | Број становника према пописима | Број становника према пописима |
| ------------------------------ | ------------------------------ | ------------------------------ |
| 1991                           | 2002                           | 2011                           |
| 158                            | 193                            | 229                            |